# روبن بورياني
روبن بورياني (Ruben Buriani) ، (بورتومادجوري بمقاطعة فيرارار، 16 مايو 1955) ، لاعب كرة قدم إيطالي سابق.
لعب مع منتخب إيطاليا لكرة القدم.

## مسيرته الكروية
لعب روبن بورياني خلال مسيرته الاحترافية مع 5 أندية في اثنا عشر موسمًا وسجل خلالها 25 هدفًا ضمن 328 مباراة. حيث فاز في موسم واحد بالكأس وفي موسم واحد بالدوري.
خاض روبن بورياني مسيرته مع نادي مونزا في موسم 1974–75 واستمر معه طيلة ثلاثة مواسم، مشاركًا في 87 مباراة سجل خلالها 7 أهداف. ثم انتقل إلى نادي إيه سي ميلان في موسم 1977–78 ليلعب معه خمسة مواسم، حيث شارك في 146 مباراة سجل خلالها 13 هدفًا. لينتقل بعدها إلى نادي تشيزينا في موسم 1982–83 ولمدة موسمين، مشاركًا في 66 مباراة سجل خلالها 5 أهداف. ثم انتقل إلى نادي روما في موسم 1984–85 لمدة موسم واحد، مشاركًا في 24 مباراة ولم يسجل أي هدف. هذا وانتقل لاحقًا إلى نادي نابولي في موسم 1985–86 لمدة موسم واحد، مشاركًا في 5 مباريات ولم يسجل أي هدف أيضًا.

## روابط خارجية
- روبن بورياني على موقع قاعدة بيانات كرة القدم.إي يو (الإنجليزية)
- روبن بورياني على موقع ناشيونال فوتبول تيمز (الإنجليزية)
- روبن بورياني على موقع عالم كرة القدم.نت (الإنجليزية)